# 馬丁納斯角 (加利福尼亞州)
馬丁納斯角（英語：Martinus Corner）是位於美國加利福尼亞州蒙特雷縣的一個非建制地區。該地的面積和人口皆未知。

## 地理
馬丁納斯角的座標為35°56′24″N 121°07′09″W / 35.94000°N 121.11917°W，而該地的平均海拔高度為292米（即958英尺）。